# Bruidroof
Bruidroof (ook wel "bruidenroof", "bruidontvoering" of in andere talen "bride kidnapping") is een traditioneel en cultureel fenomeen waarbij een man, soms met hulp van anderen (bijvoorbeeld vrienden of familie), een vrouw tegen haar wil meeneemt met als bedoeling haar tot huwelijk te dwingen.
Het gebruik komt historisch voor in verschillende delen van de wereld, waaronder delen van Centraal-Azië, de Kaukasus, Afrika, Zuid-Amerika en soms ook Europa. Het verschilt in vorm en ernst afhankelijk van de culturele en lokale context.In sommige culturen wordt het zelfs gezien als een alternatieve manier van huwelijksaanvraag.

## Vormen van bruidroof

### Non-consensuele bruidroof
De vrouw wordt letterlijk ontvoerd en onder druk gezet om met haar ontvoerder te trouwen. Vaak gepaard met geweld, bedreiging of verkrachting. In sommige gevallen stemt de vrouw toe vanwege sociale druk of om "eer" te herstellen.

### Geënsceneerde of consensuele bruidroof
De vrouw stemt in met de ontvoering, vaak omdat het paar een huwelijk wil zonder toestemming van ouders.
Wordt soms gebruikt om een gearrangeerd huwelijk te ontlopen.
Wordt in sommige culturen als romantisch of rebels gezien.

### Culturele rituelen gebaseerd op bruidroof
In sommige gevallen is het geen echte ontvoering, maar een symbolisch ritueel dat teruggrijpt op oudere tradities. Bijvoorbeeld: de bruidegom "steelt" de bruid als deel van de bruiloftsfeesten.
Historische en culturele context
Centraal-Azië (bijv. Kirgizië, Kazachstan):
- Ala kachuu ("pak en ren") is een bekende term in Kirgizië voor bruidroof.
- In sommige dorpen werd het als normaal gezien, zelfs als de vrouw huilde.

Kaukasus (bijv. Tsjetsjenië, Georgië):
- Traditioneel onderdeel van huwelijksrituelen. Soms met toestemming, soms niet.

Afrika (bijv. Ethiopië, Rwanda):
- Wordt nog steeds gemeld als praktijk, vaak met ernstige mensenrechtenschendingen.

Europa:
- In de middeleeuwen kwam het ook voor in bepaalde contexten; soms leidde het tot familievetes.
- In Nederland komt de term “bruidroof” vooral voor in historische literatuur of bij bespreking van buitenlandse gebruiken.

Juridische implicaties
In veel landen is bruidroof tegenwoordig strafbaar als ontvoering, verkrachting of dwanghuwelijk.
Sommige landen maakten vroeger uitzondering als het paar na de ontvoering trouwde; dit is in veel landen afgeschaft onder druk van mensenrechtenorganisaties.
Internationaal wordt bruidroof gezien als een vorm van gendergerelateerd geweld en in strijd met vrouwenrechten.
Gevolgen voor de vrouw
Psychologisch trauma (angst, depressie, PTSS).
Verlies van familiebanden als ze “toestemt”.
Sociale stigma – vaak wordt de vrouw verantwoordelijk gehouden.
In veel gevallen geen juridische of sociale bescherming.
Bruidroof in de moderne tijd
In bepaalde gebieden komt het nog steeds voor, ondanks juridische verboden. Mensenrechtenorganisaties zoals Human Rights Watch en UN Women veroordelen het scherp. Educatie en bewustwording zijn belangrijke middelen om deze praktijk uit te bannen.